# Radiotelevizijski odašiljač Biokovo
Radiotelevizijski odašiljač Biokovo je radijski i televizijski odašiljač smješten na planini Biokovi u Splitsko-dalmatinskoj županiji. Jedan je od 17 glavnih TV odašiljača koji čine glavnu DVB-T mrežu. Koristi se za pokrivanje RTV signala juga Hrvatske (najviše srednje Dalmacije), a njegovim se signalom koriste i RTV kuće iz BiH za pokrivanje signalom zapadne Hercegovine. 
Vrh odašiljača je zapravo najviša točka u hrvatskoj. Podloga na kojoj je odašiljač je 1762 metra i visina odašiljača je 90 metara, što je ukupno od 1852 mn/v. Time je dvadesetak metara višim od Sinjala, najvišeg vrha Hrvatske koji se proteže do 1831 mn/v.
Na samom vrhu, pristup je zabranjen. Odašiljač je 1965. godine izgradila tadašnja Televizija Zagreb. Za potrebe gradnje sagrađena je i cesta, koja je asfaltirana 1978. godine. Cestu su većinom gradili ljudi s Makarskog primorja. Odašiljač je visok 90 metara, a vrh odašiljača je najviša točka u Hrvatskoj, s visinom od 1852 metra.